# Vesna Pisarović
Vesna Pisarović (Brčko, Bósnia e Herzegovina, na ex- Jugoslávia, 9 de abril de 1978-) é uma cantora croata que cresceu em   Požega na Croácia, até aos 13 anos. Desde a sua infância que ela estudou numa escola de Música, onde aprendeu a tocar flauta. cantou em coros e participou em vários festivais de música..
Em meados da década de 1990, partiu para Zagreb, capital da Croácia, onde continuou a sua carreira musical. Ela começou a cantar em clubes e a compor canções. Em 1997, quando estava cantando no festival Zadarfest, ela conheceu Milana Vlaović. Vlaović começou a compor canções para Vesna.
Em 2002, Vesna Pisarović venceu o festival anual Dora , o evento que seleciona a canção croata para o Festival Eurovisão da Canção. A sua canção  "Everything I Want" ("Tudo o Que Eu Quero") terminou em 11.º lugar no Festival Eurovisão da Canção 2002 Ela compôs a canção "In the Disco" que representou a  Bósnia e Herzegovina no Festival Eurovisão da Canção 2004.

## Discografia
- 2000 Da znaš
- 2001 Za tebe stvorena
- 2002 Kao da je vrijeme
- 2003 Best of
- 2003 Pjesma mi je sve
- 2005 V. peti